# 山手台 (秋田市)
山手台（やまてだい）は秋田県秋田市にある地域名。郵便番号は010-1429。山手台一丁目から三丁目までで構成される。

## 地理
秋田市南部に位置する。全方位上北手に囲まれていている。かつては上北手の一部だったが、台地を利用したビューシティ山手台として宅地開発・分譲されたことにより独立した。豪雨などの災害により台地の法面が崩れる被害が度々発生している。西端となる秋田県道41号秋田昭和線に沿って商業施設が並んでいる。

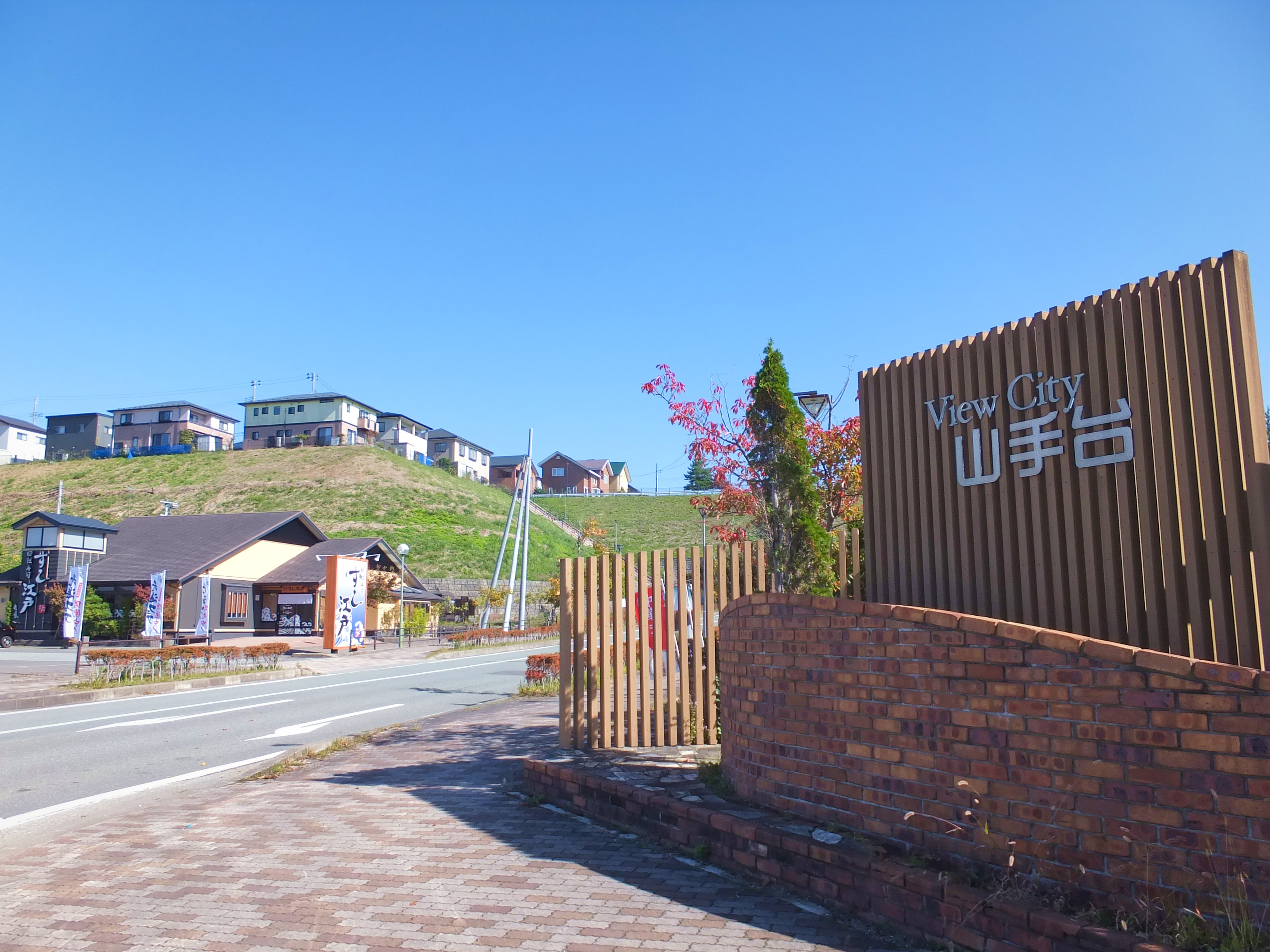
ビューシティ山手台

## 歴史
出羽国豊島郡百崎村の一部として成立。
- 1889年（明治22年） - 猿田村・大山田村・古野村・御所野村・大戸村・大杉沢村・小山田村・荒巻村と合併して上北手村となる。
- 1954年（昭和29年） - 浜田村・豊岩村・仁井田村・四ツ小屋村、下北手村とともに秋田市に編入される。
- 1998年（平成10年）1月20日 - 町名地番整理事業実施に伴い、上北手の一部地域が山手台となり独立する。
- 2023年（令和5年）7月17日 - 集中豪雨（令和5年7月14日からの梅雨前線による大雨）により山手台2丁目の法面が崩れる[3]。

### 町名の変遷
以下はすべて住居表示実施に伴う変更。
| 実施後                              | 実施年月日      | 実施前（各字名ともその一部）                           |
| ----------------------------------- | --------------- | ------------------------------------------------------ |
| 山手台一丁目 やまてだいいっちょうめ | 平成10年1月20日 | 上北手荒巻字荒巻 かみきたてあらまき あざあらまき       |
| 山手台一丁目 やまてだいいっちょうめ | 平成10年1月20日 | 上北手百崎字内山 かみきたてももざき あざうちやま       |
| 山手台一丁目 やまてだいいっちょうめ | 平成10年1月20日 | 上北手百崎字境田 かみきたてももざき あざさかいだ       |
| 山手台二丁目 やまてだいにちょうめ   | 平成10年1月20日 | 上北手荒巻字荒巻 かみきたてあらまき あざあらまき       |
| 山手台二丁目 やまてだいにちょうめ   | 平成10年1月20日 | 上北手百崎字内山 かみきたてももざき あざうちやま       |
| 山手台二丁目 やまてだいにちょうめ   | 平成10年1月20日 | 上北手百崎字境田 かみきたてももざき あざさかいだ       |
| 山手台二丁目 やまてだいにちょうめ   | 平成10年1月20日 | 上北手百崎字諏訪ノ沢 かみきたてももざき あざすわのさわ |
| 山手台三丁目 やまてだいさんちょうめ | 平成10年1月20日 | 上北手荒巻字荒巻 かみきたてあらまき あざあらまき       |
| 山手台三丁目 やまてだいさんちょうめ | 平成10年1月20日 | 上北手百崎字内山 かみきたてももざき あざうちやま       |
| 山手台三丁目 やまてだいさんちょうめ | 平成10年1月20日 | 上北手百崎字境田 かみきたてももざき あざさかいだ       |
| 山手台三丁目 やまてだいさんちょうめ | 平成10年1月20日 | 上北手百崎字諏訪ノ沢 かみきたてももざき あざすわのさわ |

## 施設
- ナイス山手台店
- はるやま秋田山手台店（旧マスカット秋田山手台店）
- カルビ屋大福山手台店
- すし江戸山手台店

### かつてあった施設
- サークルK山手台店 - 現在のママ号のコインランドリーに存在

## 教育
域内に小中学校はなく、秋田市立上北手小学校、秋田市立城南中学校の学区となっている。

## 交通

### 鉄道
地区内に鉄道は通っていない。最寄り駅は牛島西一丁目にあるJR東日本羽越本線の羽後牛島駅。

### バス
- 秋田中央交通
  - 系統400｜広面御所野線（中央シルバーエリア発着）
  - 系統401｜広面御所野線（御所野学院前経由中央シルバーエリア発着） - 平日のみ
  - 系統402｜広面御所野線（日赤病院前発着） - 平日のみ
  - 系統403｜南ヶ丘線 - 平日のみ
    - （大戸入口） - 山手台入口 - （荒巻入口）

### 道路
- 秋田県道41号秋田昭和線
- 秋田市道山手台1号線
  - 山手台フォレストパス